# Квіткарка
Квіткарка (Judolia Mulsant, 1863) — рід жуків з родини Скрипунових.

## Молекулярна філогенія
На основі молекулярних даних рід Judolia є монофілетичним. Його становище в межах триби Тонкохвістцеві все ще залишається не цілком зрозумілим, оскільки філогенія триби перебуває на стадії розробки. Наявні дані свідчать, що Квіткарка є сестринським родом до Чорногузка (Stenurella) і Голошийка (Anoplodera), при цьому рід знаходиться одній із двох — протилежній від роду Тонкохвістка (Leptura) — кронових гілок філогенетичного дерева. Слід відмітити, що молекулярні дані свідчать про розміщення видів Judolidia bangi і Oedecnema gebleri в межах роду Квіткарка, які поміщені у відповідні інфрароди: Judolidia і Oedecnema.

## Розмаїття
За даними молекулярної філогенії рід Квіткарка поділяється на чотири підроди:
Підрід 1 Pachytodes Pic, 1891
- Judolia cerambyciformis (Schrank 1781)
- Judolia erraticus (Dalman, 1817)

Підрід 2 Florijudolia Zamoroka, 2023
- Judolia cordifera (Olivier, 1800)
- Judolia cometes (Bates, 1884)
- Judolia instabilis (Haldeman, 1847)
- Judolia quadrata (LeConte, 1873)
- Judolia gaurotoides (Casey, 1893)
- Judolia bottcheri (Pic, 1911)
- Judolia longipes (Gebler, 1832)

Підрід 3 Judolia Mulsant, 1863
Інфрарід 3.1 Boreojudolia Zamoroka, 2023
- Judolia montivagans (Couper, 1864)

Інфрарід 3.2 Oedecnema Dejean, 1835
- Judolia gebleri (Ganglbauer, 1887)

Інфрарід 3.3 Judolia Mulsant, 1863
- Judolia sexmaculata (Linnaeus, 1758)
- Judolia  dentatofasciata (Mannerheim, 1852)

Інфрарід 3.4 Judolidia Plavilstshikov, 1936
- Judolia bangi (Pic, 1901)
- Judolia znojkoi (Plavilstshikov, 1936)

Підрід 4 Sierrojudolia Zamoroka, 2023
- Judolia scapularis (Van Dyke, 1920)
- Judolia sexspilota (LeConte, 1859)
- Judolia swainei (Hopping, 1922)

Judolia incertae sedis
- Judolia impura (LeConte, 1857)
- Judolia japonica (Tamanuki, 1943)
- Judolia miyatakei N. Ohbayashi & Bi, 2020